# 坂井美唯子
坂井 美唯子（さかい みいこ、1976年6月2日‐）は、1990年代半ばに活動した女性歌手、ラジオパーソナリティ。愛知県出身。

## 略歴
高校2年生だった1993年9月に、TBSラジオ主催の第1回シンデレラドリームオーディションに合格。同年10月からスタートした同局の深夜番組『シンデレラドリーム ミッドナイト☆パーティー』（以下『ミッドナイト☆パーティー』と略す）の火曜深夜（水曜未明）担当でデビューした。当時は実家のある愛知県内の高校から新幹線でTBSへ通い、深夜12時からの生放送に臨んだ後、翌朝の新幹線で高校に通ったという。11月13日に当時のTBSホール（現在の赤坂Bizタワー）で行われた第1回の番組主催イベントで、同じ番組のパーソナリティ仲間だった松宮麻衣子らとともに歌うシンデレラに選ばれた。
1994年春、歌手デビューが決まると関東に移住した。そして6月、デビューシングル「君を見つめているから」（BMGビクター(現BMG JAPAN)）でミッドナイト☆パーティーから初めてのCDデビューを果たした。なお、この曲はTBS系「さんまのからくりTV」（現・さんまのSUPERからくりTV）のエンディングテーマソング。カップリングは「MIDNIGHT PARTY」でミッドナイト☆パーティーのテーマソングとなった。11月にはセカンドシングル「きっと大丈夫」をリリースし、ミッドナイト☆パーティーの自身担当の時のオープニングテーマソングとして使われた（放送は12時からだが、1時から放送するネット局のために、12時と1時の最初にそれぞれ流した）。
1995年7月には3rdシングル「同級生～おさえきれない夏の恋～」をリリース。この曲は当時シャ乱Qのボーカルだったつんくが作曲したが、あまり知られていない。1999年6月にJRN系の「ライドオンミュージック」でリクエストでこの曲をかけた時、パーソナリティが「これが「モーニング娘。」の原点だったかも」と驚いたという。なおこの曲は「梅しば」で有名な村岡食品が当時曲名と同じ商品名で売り出したことからCMソングとして使われた。坂井自身もセーラー服姿でCMに出演した。さらに商品PR用のうちわが巷で人気を出て、TVのドキュメンタリー番組やプロ野球中継でたまたまこのうちわが映っていた。7月30日にはTBSホールで初の単独ライブ、そして3日後の8月2日にはキャンペーンで福岡へ行ったが、その前日が火曜日だったことからミッドナイト☆パーティーは系列局のRKB毎日放送からの生放送だった。またこの日は同じミッドナイト☆パーティー仲間の松宮麻衣子も同番組のイベント「TOMATOスタジオin福岡」参加のため福岡に来ていた。
10月にミッドナイト☆パーティーが終了したあとは、後継番組『ウィークエンド・ミッドナイト☆パーティー』でも「坂井美唯子のLove Again」の15～20分くらいのミニコーナーを担当（録音が主だが、たまには生放送も）。ここでは恋愛に関する内容が中心だが、11月25日深夜（26日早朝）には番組ゲストだった蛭田有希子から苦手克服のためにピーマン、人参、アスパラが入ったサラダなどを食べてもらう企画を行い、見事食べることに成功した。そして自身の故郷である名古屋・CBCラジオで「OTHELLO ～清水と坂井のコッチミーコイミー～」（中京広域圏ローカル）に同じ地元出身タレントの清水ミチコ（岐阜県高山市出身）とともに、さらに大阪・毎日放送「街的極私TV」（関西ローカル）にもレギュラー出演。自身にとってTBSラジオ以外では初のレギュラーである。
こうして"ミッドナイト☆パーティーの歌姫"と呼ばれ、本格的に歌手として歩むはずだった。しかし、1996年4月のウィークエンドミッドナイト☆パーティー終了と同時に突然活動休止を発表（事実上の引退）、それまで出演していた番組は全て降板、または放送終了となった。その後、ミッドナイト☆パーティーでディレクターをしていたTBS社員と結婚して子供をもうけるも、のちに離婚。
1997年夏にはかつての番組仲間だった高田裕子（現・たかだゆうこ）らのバンド「PQケトル」のライブにゲスト出演し、久々にファンの前に姿を見せたものの、公の場に出たのはそれが最後であったが、2008年に現在もTBSラジオのパーソナリティーとして活躍している宮川賢のmixiサイトに書き込みがあったことを、宮川が自身の番組で明らかにしている（名前は明らかにしなかったが、「TBS社員と結婚した人」とは言っていた。なお、宮川自身は『ミッドナイト☆パーティー』を聴いたことがないという）。

## 主な活躍

### 出演番組
太字はレギュラー出演
- シンデレラドリーム ミッドナイト☆パーティー（TBSラジオ・1993年10月～1995年10月）
  - 1993年10月5日（正確には6日）～1994年3月1日（2日）　火曜深夜（水曜未明）メイン担当
  - 1994年3月8日（9日）～1995年10月3日（4日）　火曜深夜1部（24:00～26:00・水曜午前0:00～2:00）　メイン担当
    - 1995年8月1日（2日）の放送は福岡・RKB毎日放送（現在の百道浜に移転する前の渡辺通にあった旧社屋）のスタジオからの生放送
      - 放送は通常通り24:00からだったが、地元のRKBラジオは出張放送にもかかわらず編成の都合上、同局の通常開始時間である25:00からの放送だった（24:00～25:00は通常通りTBSラジオ・山陽放送・琉球放送の3局向けに放送）

    - 1995年8月15日（16日）の放送は24:00からの最初の1時間、TBSラジオが戦後50年特別番組放送のため山陽放送（RSK・岡山）と琉球放送（RBC・沖縄）の2局向けに同局からの裏送りで放送されたが、普段同局で聴いているリスナーが比較的受信のよいRSKラジオを遠距離受信して聴いていた人も少なくなかった

  - 1994年11月～1995年9月　TV版!ミッドナイト☆パーティー（TBSラジオ）時々ゲスト出演
  - 1995年7月には3rdシングル「同級生」PRのため、他曜日（火曜深夜2部の平塚優子も含む）担当の番組にゲスト出演（またはメッセージのみの登場）
  - 1993年11月13日の第1回定期イベントで「歌うシンデレラ」に選ばれる
  - 1995年7月30日にはTBSホールで"夕陽のミータン"と銘打って初の単独ライブを行う
- 銀BURA天国（テレビ東京・1994年6月、7月）
- さんまのからくりTV（TBS系・1994年）エンディングテーマソングのみ（オンエア時期は不明）
- ビデオジョッキー（TBS・1995年夏）
- ウィークエンド・ミッドナイト☆パーティー（TBSラジオ・1995年10月～1996年4月）
  - 「坂井美唯子のLove Again」（早朝4:05頃から15～20分くらい）担当
  - 番組のゲストとしても数回ゲストで生出演している
  - 1996年2月17日深夜（18日早朝）放送の「ミッドナイト東西オリンピック」には西軍メンバーとして出演
- OTHELLO（CBCラジオ・1995年10月～1996年3月） 
  - 月曜深夜（火曜未明）「清水と坂井のコッチミーコイミー」担当
- 街的極私TV（毎日放送・1995年10月～1996年3月）
- サンデーキャンディーポップ（CS衛星放送ラジオZ-SKY・1995年10月～1996年3月）

### ディスコグラフィー
太字はCD化された作品（メインソング／カップリングの順）
- 君を見つめているから／MIDNIGHT PARTY（BMGビクター(現・BMG JAPAN)・1994年6月22日）
  - 君を見つめているから
    - 作詞・坂井美唯子/補作詞・渡辺智加
    - 作曲・太田美知彦
    - 編曲・岩崎文紀
    - TBS系「さんまのからくりTV」エンディングテーマ

  - MIDNIGHT PARTY
    - 作詞・渡辺智加
    - 作曲&編曲・山本姫子
    - TBSラジオ「ミッドナイト☆パーティー」オリジナルテーマ
- きっと大丈夫／夢からさめて（同・1994年11月23日）
  - きっと大丈夫
    - 作詞・坂井美唯子
    - 作曲&編曲・山本姫子
    - TBSラジオ「ミッドナイト☆パーティー」自身担当のオープニングテーマ

  - 夢から覚めて
    - 作詞・坂井美唯子
    - 作曲&編曲・太田美知彦
- 同級生　～押さえきれない夏の恋～／Love Again　～想い出にならなくて～（同・1995年7月21日）
  - 同級生　～押さえきれない夏の恋～
    - 作詞・ASAMI/補作詞・坂井美唯子（ASAMIは自身のペンネームで実質的には自身の作詞と思ってよい）
    - 作曲・つんく
    - 編曲・大島考二
    - 村岡食品「同級生」イメージCMソング
    - 2007年10月17日に発売されたキャナァーリ倶楽部のアルバム『①かなりキャナァーリ』の6曲目に、おがまな（小川真奈）の歌によってカバーされた同曲が収録されている。

  - Love Again　～想い出にならなくて～
    - 作詞・坂井美唯子
    - 作曲・宮島律子
    - 編曲・大島考二
    - TBSラジオ「ウィークエンドミッドナイト☆パーティー」内"坂井美唯子のLove Again"のオープニングとしても使われた（エンディングは「同級生」）
- 夜ふかしエンジェル（CD未発表）

### 掲載雑誌
- De-View（デ・ビュー、勁文社（現在はオリコン・エンタテインメントが発行）・1993年～1995年）
- ラジオ番組表（三才ブックス・1993年～1994年）
- ハラペーニョ（実業之日本社・1995年）
- UP TO BOY（アップトゥボーイ、ワニブックス・1995年）

### 出演CM
- 村岡食品「同級生」（1995年）